# Phleum paniculatum
Phleum paniculatum là một loài thực vật có hoa trong họ Hòa thảo. Loài này được Huds. miêu tả khoa học đầu tiên năm 1762.

## Hình ảnh

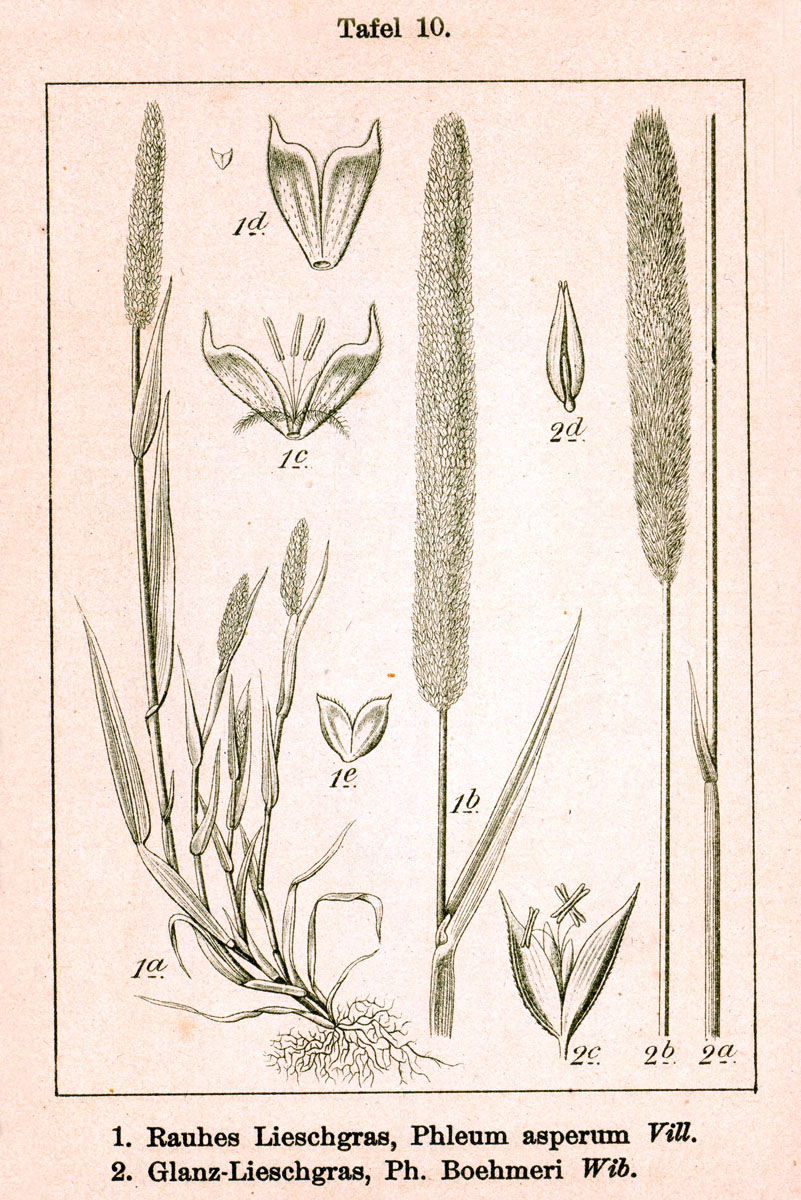